# Natsume Masashi
Masashi Natsume (sinh ngày 17 tháng 4 năm 1982) là một cầu thủ bóng đá người Nhật Bản.

## Sự nghiệp câu lạc bộ
Masashi Natsume đã từng chơi cho Thespa Kusatsu.